# Ngawang Jampel Tshülthrim Gyatsho
Der zweite Tshemönling-Regent Ngawang Jampel Tshülthrim Gyatsho (tib.: ngag dbang ’jam dpal tshul khrims rgya mtsho; * 1792 im heutigen Kreis Lintan des Autonomen Bezirks Gannan der Tibeter im Südosten der chinesischen Provinz Gansu; † 1854 in seiner Heimat?) war einer der berühmtesten Lebenden Buddhas/Trülku Tibets. Ihm wurde vom Mandschu-Kaiser der Ehrentitel eines Galdan Siretu Samadhi Bakshi Erdeni Nomenhan verliehen. Er war von 1837 bis 1843 der 73. Ganden Thripa. Er galt als die Wiedergeburt des ersten Tshemön Ling Nomenhan. Als Regent Tibets herrschte er in Lhasa vom sechsten Monat des Jahres 1819 bis zum sechsten Monat des Jahres 1844 (dem 24. Jahr der Jiaqing-Ära bis zum 24. Jahr der Daoguang-Ära). Er wurde vom Kaiser an den Amur (Heilong Jiang) verbannt und starb in seiner Heimat Gansu, nachdem ihm die Rückkehr dorthin erlaubt worden war.
Im Qing Xuanzong shilu (Tatsachenberichte aus der Daoguang-Ära) wird berichtet, er sei an den Amur (nach Heilongjiang) verbannt, dem dortigen General übergeben, unter Hausarrest gestellt worden und habe keinen Kontakt mit anderen Leute haben dürfen. Dieses Ereignis erhielt den Namen Tshemön-Ling-Nomenhan–Zwischenfall.